# Robert Tucker (Mathematiker)

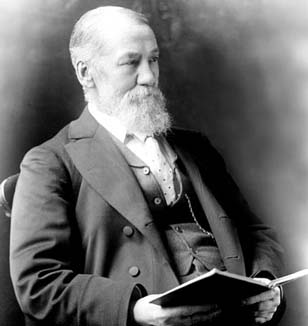
Robert Tucker

Robert Tucker  (* 26. April 1832 in Walworth (London); † 29. Januar 1905 in Worthing) war ein britischer Mathematiker.

## Leben
Tucker studierte ab 1851 in Cambridge (St. John´s College) Mathematik und war Wrangler in den Tripos-Prüfungen. Danach wurde er Mathematiklehrer an verschiedenen Schulen, zuletzt 1865 bis 1899  an der University College School in London. 1902 zog er sich zurück und zog von London nach Worthing.
1865 wurde er Mitglied der London Mathematical Society im Jahr ihrer Gründung. 1867 bis 1902 war er deren Honorary Secretary und 30 Jahre lang Herausgeber der Proceedings der Gesellschaft.
Er gab die Schriften von William Kingdon Clifford heraus. Er veröffentlichte einige Arbeiten über Geometrie, wo Tucker-Kreise nach ihm benannt sind. Angeregt durch Brocard-Punkte im Dreieck untersuchte er das entsprechende Problem in Vielecken höherer Seitenzahl, speziell im harmonischen Vierseit.
Er war seit 1866 verheiratet und hatte drei Töchter.